# Wehretal
Wehretal är en kommun i Werra-Meissner-Kreis i Regierungsbezirk Kassel i förbundslandet Hessen i Tyskland.
Kommunen bildades 31 december 1971 genom en sammanslagning av kommunerna Hoheneiche och Reichensachsen. Kommunen Oetmannshausen hade uppgåt i Hoheneiche 1 februari 1971 och kommunen Vierbach i Reichensachsen 1 oktober 1971. Langenhain uppgick i den ny akommuen 1 april 1972.